# Nazionale femminile di pallacanestro di Macao
La nazionale femminile di pallacanestro di Macao è la rappresentativa cestistica di Macao ed è posta sotto l'egida della Federazione cestistica di Macao.

## Piazzamenti

### Campionati asiatici
- 1982 - 4°
- 1984 - 8°
- 1997 - 14°
- 2001 - 12°

## Formazioni

### Campionati asiatici
Campionato asiatico femminile di pallacanestro 20014 Chang, 5 Chao, 6 Cheang, 7 Jeong, 8 Kuong, 9 Laj, 10 Lee, 11 Leong, 12 Lo, 13 Taj, 14 Young U-kun, 15 Young U-mei,        All. -